# Phép đẳng cự

## Định nghĩa
Gọi X và Y là hai không gian metric với metric tương ứng dX và dY. Một hàm f: X → Y được gọi là một phép đẳng cự hoặc bảo toàn khoảng cách nếu với mọi a, b ∈ X ta có
{\displaystyle d_{Y}\!\left(f(a),f(b)\right)=d_{X}(a,b).} 

## Đa tạp

### Định nghĩa
Xét hai đa tạp Riemann {\displaystyle R=(M,g)} và {\displaystyle R'=(M',g')}, và một phép vi phôi {\displaystyle f:R\to R'}. {\displaystyle f} được gọi là một phép đẳng cự nếu
{\displaystyle g=f^{*}g',\,}
với {\displaystyle f^{*}g'} là pull-back của {\displaystyle g'} bởi {\displaystyle f}.
Tương đương, sử dụng push-forward {\displaystyle f_{*}},ta có với mọi trường vectơ {\displaystyle v,w} trên {\displaystyle M} (tức là các nhát cắt của phân thớ tiếp tuyến {\displaystyle \mathrm {T} M}),
{\displaystyle g(v,w)=g'\left(f_{*}v,f_{*}w\right).\,}
Nếu {\displaystyle f} là một vi phôi địa phương sao cho {\displaystyle g=f^{*}g'}, thì {\displaystyle f} được gọi là một đẳng cự địa phương.

## Phạm trù
Phép đẳng cự là phép đẳng cấu trong phạm trù các không gian metric và trong phạm trù các không gian Riemann.

## Định nghĩa về điểm liên hợp đẳng cự
Cho tam giác ABC. Lấy D,E,F thuộc BC, CA, AB. AD, BE, CF là các đường đồng quy khi đó ta lấy lần lượt các điểm D', E', F' sao cho chúng đối xứng với D, E, F qua trung điểm của BC, CA, AB. Khi đó AD', BE', CF' đồng quy tại một điểm gọi là điểm liên hợp đẳng cự (conjugate point) của giao điểm AD, BE, CF.